# Jeff Larentowicz
Jeffery ("Jeff") Adam Larentowicz (Pasadena, 5 augustus 1983) is een Amerikaans voetballer die bij voorkeur als middenvelder speelt. Hij verruilde in 2013 Colorado Rapids voor Chicago Fire.

## Clubcarrière
Larentowicz werd in de MLS Supplemental Draft 2005 in de vierde ronde als vijfenveertigste gekozen door New England Revolution. Hij had een moeilijk eerste jaar bij de club waarin hij slechts één minuut speelde. In 2006 nam het aantal speeltijd voor Larentowicz door blessures van andere spelers echter toe. Hij scoorde zijn eerste MLS doelpunt op 27 augustus 2006 tegen Columbus Crew. In 2007 ontwikkelde hij zich tot een vaste kracht in het elftal. Hij speelde op twee wedstrijden na alle wedstrijden in de competitie.
Op 21 januari 2010 werd Larentowicz samen met Wells Thompson naar Colorado Rapids gestuurd in ruil voor Preston Burpo en Cory Gibbs. Na twee jaar bij Colorado tekende hij op 16 januari 2013 bij Chicago Fire.

## Interlandcarrière
Op 22 december 2010 werd Larentowicz voor het eerst opgeroepen om mee te trainen met het nationale team van de Verenigde Staten. Een maand later maakte hij zijn debuut voor Amerika in een vriendschappelijke interland tegen Chili.